# Gobiodon
Gobiodon là một chi cá biển thuộc phân họ Gobiinae của họ Cá bống trắng. Chi này được lập bởi Pieter Bleeker vào năm 1856.

## Từ nguyên
Từ định danh được ghép bởi hai âm tiết trong tiếng Hy Lạp cổ đại: kōbiós (κωβῐός; “một loại giống cá chép”) và odoús (ὀδούς; “răng”), hàm ý đề cập đến cặp răng nanh sau gần khớp hàm dưới của loài điển hình G. heterospilos.

## Các loài
Chi này hiện có các loài sau đây được ghi nhận:
- Gobiodon acicularis Harold & Winterbottom, 1995[2]
- Gobiodon aoyagii Shibukawa, Suzuki & Aizawa, 2013[3]
- Gobiodon ater Herler, Bogorodsky & Suzuki, 2013[4]
- Gobiodon atrangulatus Garman, 1903
- Gobiodon axillaris De Vis, 1884
- Gobiodon bilineatus Herler, Bogorodsky & Suzuki, 2013[4]
- Gobiodon brochus Harold & Winterbottom, 1999[5]
- Gobiodon ceramensis (Bleeker, 1853)
- Gobiodon citrinus (Rüppell, 1838)
- Gobiodon erythrospilus Bleeker, 1875[3]
- Gobiodon fulvus Herre, 1927
- Gobiodon fuscoruber Herler, Bogorodsky & Suzuki, 2013[4]
- Gobiodon heterospilos Bleeker, 1856
- Gobiodon histrio (Valenciennes, 1837)
- Gobiodon howsoni Allen, 2021
- Gobiodon irregularis Herler, Bogorodsky & Suzuki, 2013[4]
- Gobiodon micropus Günther, 1861
- Gobiodon multilineatus Wu, 1979
- Gobiodon oculolineatus Wu, 1979
- Gobiodon okinawae Sawada, Arai & Abe, 1972
- Gobiodon prolixus Winterbottom & Harold, 2005[6]
- Gobiodon quinquestrigatus (Valenciennes, 1837)
- Gobiodon reticulatus Playfair, 1867
- Gobiodon rivulatus (Rüppell, 1830)
- Gobiodon spadix Sato & Motomura, 2024[7]
- Gobiodon winterbottomi Suzuki, Yano & Senou, 2012[8]

Shibukawa và cộng sự (2013) theo Allen và Erdmann (2012), chấp nhận rằng G. albofasciatus và G. spilophthalmus là đồng nghĩa của G. heterospilos. G. unicolor được Herler và cộng sự (2013) xếp vào đồng nghĩa của G. histrio.

## Sinh thái
Đa số các loài Gobiodon đều sống cộng sinh với san hô nhánh Acropora (bên cạnh đó là Pocillopora và Stylophora). Tuy nhiên, nhiều loài san hô Acropora đang trải qua tình trạng bị tẩy trắng do ảnh hưởng nghiêm trọng từ sự kiện dao động phương Nam và acid hóa đại dương, khiến vài loài Gobiodon bị mất môi trường sống.
G. histrio góp phần loại bỏ tảo lục Chlorodesmis fastigiata, một loại tảo có khả năng cảm nhiễm qua lại gây ức chế sự phát triển của san hô Acropora nasuta mà chúng trú ngụ. Khi san hô tiếp xúc với tảo độc, san hô sẽ tỏa ra mùi thu hút cá bống đến để dọn tảo cho chúng. G. histrio tiêu thụ luôn cả tảo C. fastigiata, làm tăng độc tố trong dịch nhầy của chúng. Một loại độc tố tương tự grammistin đã được phát hiện trên cơ thể G. quinquestrigatus.